# Georgi Radulov
Georgi Radulov (bugarski: Георги Радулов, selo Kremen, Bansko, Pirinska Makedonija, Bugarska, 1942. – ?, 2025.) bio je povjesničar, profesor i dekan Rudarsko-geološkog fakulteta u Sofiji.
Osnovnu školu pohađa u rodnome mjestu, a srednje obrazovanje nastavlja u Banskom. Završio je dva tehnička fakulteta na dva različita sveučilišta i doktorirao u oblasti tehničkih znanosti. Objavio je više udžbenika za srednje tehničke škole.
Radulov se dugi niz godina bavi i znanstvenim proučavanjem povijesti makedonskog naroda. Rezultat toga rada je jedina neovisno napisana, u Bugarskoj objavljena “Povijest Makedonije” (“Историа на Македония”, Sofija, 1997.). Zbog stavova iznesenih u obranu posebnosti makedonskog nacionalnog identiteta, knjiga je izazvala burne kritičke i političke reakcije u Bugarskoj, a autor je bio izložen raznim pritiscima.
Na povijesne teme napisao je još knjige: “Kremen - prošlost i nasljeđe” i “Tko falsificira povijest?” (redaktor ove druge knjige je književnik Serafim Gocev).